# Рудник Агуас-Тенідас
Рудник Агуас-Тенідас (Aguas Teñidas) – гірничодобувний майданчик на півдні Іспанії, у потужному гірничодобувному регіоні провінції Уельва.
Родовище Агуас-Тенідас виявили в 1980-х роках, а початок його розробки припав на 1999-й. Видобута руда доправлялась на розташовану за півтора десятка кілометрів (по прямій) збагачувальну фабрику Каланьяс, що була створена в попередньому десятилітті для рудника Сотіель-Коронада та продукувала мідний, свинцевий та цинковий концентрати, а також забезпечувала піритами зведений поруч завод сульфатної кислоти. На той час весь зазначений комплекс належав ірландській компанії Navar Ressources, яка вже у 2001-му зупинила роботу через незадовільні фінансові результати, при цьому з копальні Агуас-Тенідас встигли відправити до Каланьясу 0,9 млн тонн руди.
В 2007-му роботи на руднику Агуас-Тенідас відновила компанія Minas de Aguas Teñidas SA (MATSA), яка також ввела в дію розташовану біч-о-біч з ним збагачувальну фабрику Агуас-Тенідас (перші промислові обсяги концентратів отримали в 2009-му). Первісно MATSA належала канадській компанії Iberian Minerals Corporation, яку в 2012-му поглинув транснаціональний трейдер Trafigura. За три роки співвласником MATSA став інвестиційний фонд з емірату Абу-Дабі Mubadala Investment Company, а в 2022-му MATSA продали австралійській Sandfire Resources.
Розробка провадиться підземним способом за допомогою двох транспортних ухилів, один з яких спорудили ще в 1997 році. Станом на кінець 2010-х роботи велись на глибині у 725 метрів.
Первісно річну потужність відновленої MATSA копальні визначили у 2,2 млн тонн руди на рік, а в середині 2000-х унаслідок розширення цей показник довели до 3 млн тонн на рік.